# Ophioneurus longicostatus
Ophioneurus longicostatus är en stekelart som beskrevs av Lin 1994. Ophioneurus longicostatus ingår i släktet Ophioneurus och familjen hårstrimsteklar. Inga underarter finns listade i Catalogue of Life.